# Adolf Frenken
Adolf Frenken (geboren 1885 in Pfungen, Schweiz; gestorben am 11. Februar 1930 in London), Spitzname Dölf, war ein Schweizer Fussballspieler. Er gewann 1908 die Schweizer Meisterschaft und war der erste Torschütze der Schweizer Nationalmannschaft.

## Karriere
Frenken gehörte dem FC Winterthur als Stürmer an. In den in zwei regionalen Gruppen ausgetragenen Meisterschaften der Serie A ging er mit seiner Mannschaft als Sieger aus der acht Vereine umfassenden Gruppe Ost hervor und gewann den am 31. Mai 1908 in Basel ausgetragene Final um die Schweizer Meisterschaft mit 4:1 gegen den BSC Young Boys, den Sieger der Gruppe West.
Am 8. März 1908 bestritt er im Genfer Stade des Charmilles sein einziges Länderspiel für die Schweizer Nationalmannschaft. Bei der 1:2-Niederlage im Testspiel gegen die Nationalmannschaft Frankreichs erzielte er das Tor zur 1:0-Führung in der 41. Minute; damit avancierte er im erst zweiten Länderspiel der Schweizer Nationalmannschaft zum ersten Torschützen.

## Erfolge
- Schweizer Meister 1908

## Sonstiges
Frenken besuchte die Schule in Winterthur und absolvierte nach einem Welschlandjahr eine Lehre an der Metallarbeiterschule Winterthur. Weitere Ausbildungen absolvierte er in München und Reutlingen.
Nach 1908 arbeitete er in London als Vertreter von Schweizer und französischen Firmen in der Seidenbranche. In der britischen Hauptstadt verstarb er am 11. Februar 1930 im Alter von 44 (oder 45) Jahren.